# (18020) Amend
(18020) Amend (1999 JT126) – planetoida z pasa głównego asteroid okrążająca Słońce w ciągu 4,93 lat w średniej odległości 2,9 j.a. Odkryta 13 maja 1999 roku.